# Molophilus micropteryx
Molophilus micropteryx là một loài ruồi trong họ Limoniidae. Chúng phân bố ở miền Australasia.